# 戸川絵美
戸川 絵美（とがわ えみ、1月6日 - ）は、日本の女性声優。
スクールデュオ2期生。以前は賢プロダクション、ぷろだくしょん★A組に所属していた。広島県出身。

## 出演作品

### テレビアニメ
- ロミオ×ジュリエット（女）

### OVA
- いちご100% 〜桜海学園エクソダス編〜（女生徒I）

### ゲーム
- 幻想水滸伝シリーズ
  - 幻想水滸伝IV（主人公ボイスタイプB、ナレオ）
  - Rhapsodia（IV主人公少年期、IV主人公ボイスタイプB、ナレオ）

### ドラマCD
- Cafe吉祥寺で（一の宮純菜）

### 吹き替え
- 愛してる、愛してない...
- シンデレラ・ストーリー
- ヘラクレス（カッサンドラ）

### CM
- アニメイト ラジオCM